# Oscar Martín
Oscar Martín est un  dessinateur espagnol de bande dessinée.

## Biographie
Il est né à Barcelone (Espagne) en 1962. Sa carrière professionnelle commence en 1983. À partir de 1986 et pendant près de 20 ans, il dessine et scénarise Tom et Jerry.  
En 2006, il dessine avec Dragan au scénario, une série publiée en France : La guilde.

## Séries
- Tom et Jerry
- La Guilde[1], Casterman

1. Astraban (2006).
2. Lucius (2008)[2],[3],[4].

- Solo, Delcourt
  - Cycle 1
    1. Les survivants du chaos (2014)
    2. Le Cœur et le Sang (2016)
    3. Le Monde cannibale (2017)

  - Cycle 2
    1. Legatus (2019)
    2. Marcher sans soulever de poussière (2021)
    3. La fin d'un cercle infini (2023)

  - Chemins tracés (scénario), avec Alvaro Iglesias (dessin)
    1. Fortuna (2018)
    2. Siro (2023)

  - Hors série
    1. Cannibal Universe (2019)